# Цветкович, Светозар
Светозар Цветкович (серб. Светозар Цветковић; род. 20 июня 1958, Белград, Сербия, Социалистическая Федеративная Республика Югославия) — сербский актёр кино и телевидения.

## Биография
Светозар Цветкович родился в Белграде 20 июня 1958 года. 
Часто снимался в экспериментальных фильмах режиссёра Душана Макавеева, таких как снятый в Швеции «Монтенегро» (1981), «Манифест» (1988, по мотивам книги Эмиля Золя), или «Горилла купается в полдень» (1993), в котором Цветкович сыграл главную роль майора Советской Армии в Германии Бориса Лазуткина. Помимо этого, Цветкович снимался в пост-апокалиптическом фильме французского режиссёра Энки Билала «Бункер „Палас-отель“» (1989), антивоенном фильме «Спаситель» (1998), спродюсированном Оливером Стоуном, а также сыграл роль американского режиссёра в комедийной драме «Доктор Рей и дьяволы» (2012).
С февраля 1997 года по июнь 2009 года был директором престижного сербского театра Atelje 212 в Белграде. В 2004 основал свою небольшую кинокомпанию Testament Films.

## Фильмография
| Год  |   | Русское название                           | Оригинальное название                  | Роль                            |
| ---- | - | ------------------------------------------ | -------------------------------------- | ------------------------------- |
| 1981 | ф | Монтенегро                                 | Montenegro eller Pärlor och svin       | Монтенегро                      |
| 1983 | ф | Как я был систематически уничтожен идиотом | Како сам систематски уништен од идиота | лидер студентов                 |
| 1985 | с | Камо грядеши                               | Quo Vadis?                             | Крисп, фанатик-христианин       |
| 1985 | ф | Дикий ветер                                | Дивљи ветар                            | Светозар Секулич                |
| 1986 | ф | Счастливого Нового 1949-го                 | Среќна Нова ’49                        | Коста Ковачевский               |
| 1988 | ф | Манифест                                   | Manifesto                              | Руди Кугельхоф                  |
| 1989 | ф | Бункер «Палас-отель»                       | Bunker Palace Hôtel                    | Марко                           |
| 1989 | ф | Битва на Косовом поле                      | Бој на Косову                          | Милан Топлица                   |
| 1989 | ф | Время чуда                                 | Време чуда                             | Младич                          |
| 1990 | ф | Бесшумный порох                            | Глуви барут                            | Зунзара                         |
| 1993 | ф | Горилла купается в полдень                 | Gorilla Bathes at Noon                 | майор Виктор Борисович Лазуткин |
| 1994 | ф | Вуковар                                    | Вуковар, једна прича                   | хорватский офицер               |
| 1998 | ф | Спаситель                                  | Savior                                 | командир Хорватского отряда     |
| 1999 | ф | Нож                                        | Нож                                    | Селим Османович                 |
| 2003 | ф | Лето в золотой долине                      | Љето у златној долини                  | Рамиз                           |
| 2011 | ф | Как меня украли немцы                      | Како су ме украли Немци                | Алекс, писатель                 |
| 2012 | ф | Доктор Рей и дьяволы                       | Доктор Реј и ђаволи                    | Дэвид Уорк Гриффит              |
| 2013 | ф | Фальсификатор                              | Фалсификатор                           | Янез                            |
| 2013 | ф | Номер с фортепиано                         | Соба со пијано                         | Дизе                            |